# Toni Kalem
Tony Z. Kalem (Springfield, 29 agosto 1950) è un'attrice statunitense, conosciuta principalmente per il ruolo di Angie Bonpensiero nella serie I Soprano.

## Biografia
Cresciuta nella cittadina di Springfield, nella Contea di Union, in New Jersey, inizia la sua carriera di attrice debuttando al cinema nel 1973 con un ruolo nel film poliziesco Family Honor, diretto da Clark Worswick. In seguito la sua carriera prosegue durante tutti gli anni settanta esclusivamente in televisione, dove prende parte a serie quali The Doctors, Destini, Kojak, Starsky & Hutch, Pepper Anderson - Agente speciale, Baretta. 
Ritorna al cinema nel 1979, interpretando il film The Wanderers - I nuovi guerrieri, diretto da Philip Kaufman, cui fanno seguito titoli quali Soldato Giulia agli ordini (1980), al fianco di Goldie Hawn, Terrore in città (1982), con Chuck Norris, Due come noi (1983), al fianco di John Travolta e Olivia Newton-John, Sister Act - Una svitata in abito da suora (1992) con Whoopi Goldberg, 15 minuti - Follia omicida a New York (15 Minutes, 2001), al fianco di Robert De Niro e Edward Burns. 
Durante gli anni ottanta prosegue anche la sua carriera televisiva, prendendo parte ad alcuni film come The Boy Who Drank Too Much (1980) o Senza appello (1996), o a serie come MacGyver (1987). Nel 1999 passa alla regia e alla sceneggiatura, scrivendo e dirigendo il film A Slipping Down Life, unica opera che porta la sua firma in qualità di regista.
Tra il 2000 al 2006 partecipa a 11 episodi della serie televisiva I Soprano, interpretando il personaggio di Angie Bonpensiero, la vedova di Sal "Big Pussy" Bonpensiero, che gestisce una carrozzeria in collaborazione con Tony Soprano. Nel 2004 scrive il cinquantaseiesimo episodio della serie, quarto della quinta stagione, intitolato La mossa migliore (All Happy Families...). I Soprano rappresenta la sua ultima apparizione in qualità di attrice.
In seguito scrive anche le sceneggiature del film per la televisione L'infedele (2004), diretto da Harry Winer, e del sesto episodio della prima stagione, La corsa delle vasche da bagno (2010) della serie televisiva The Big C.

## Filmografia

### Attrice

#### Cinema
- Family Honor, regia di Clark Worswick (1973)
- The Wanderers - I nuovi guerrieri (The Wanderers), regia di Philip Kaufman (1979)
- Soldato Giulia agli ordini (Private Benjamin), regia di Howard Zieff (1980)
- Paternity, regia di David Steinberg (1981)
- I'm Dancing as Fast as I Can, regia di Jack Hofsiss (1982)
- Terrore in città (Silent Rage), regia di Michael Miller (1982)
- For Life, episodio di Love, regia di Nancy Dowd (1982)
- Due come noi (Two of a Kind), regia di John Herzfeld (1983)
- The American Snitch, regia di Richard A. Harris (1983)
- Amare con rabbia (Reckless), regia di James Foley (1984)
- Billy Galvin, regia di John Gray (1986)
- Sister Act - Una svitata in abito da suora (Sister Act), regia di Emile Ardolino (1992)
- Gli occhi della morte (Eyes of the Beholder), regia di Lawrence L. Simeone (1992)
- Randagi (American Strays), regia di Michael Covert (1996)
- 15 minuti - Follia omicida a New York (15 Minutes), regia di John Herzfeld (2001)

#### Televisione
- The Doctors – serie TV, 5 episodi (1973-1974)
- Dominic's Dream, regia di Garry Marshall – film TV (1974)
- Destini (Another World) – serie TV, 5 episodi (1975-1976)
- Kojak – serie TV, episodio 4x25 (1977)
- Baretta – serie TV, episodio 4x03 (1977)
- Starsky & Hutch – serie TV, episodio 3x10 (1977)
- Pepper Anderson - Agente speciale (Police Woman) – serie TV, episodio 4x06 (1977)
- What Really Happened to the Class of '65? – serie TV, episodio 1x12 (1978)
- The Boy Who Drank Too Much, regia di Jerrold Freedman – film TV (1980)
- ABC Afterschool Specials – serie TV, episodio 9x06 (1981)
- Splendore nell'erba (Splendor in the Grass), regia di Richard C. Sarafian – film TV (1981)
- Vivere in fuga (Running Out), regia di Robert Day – film TV (1983)
- Now We're Cookin', regia di Noam Pitlik – film TV (1983)
- Trapper John (Trapper John, M.D.) – serie TV, episodi 3x02-5x02-6x06 (1981-1984)
- Il sigillo dell'assassino (Badge of the Assassin), regia di Mel Damski – film TV (1985)
- Comedy Factory – serie TV, episodio 2x06 (1986)
- MacGyver – serie TV, episodio 2x14 (1987)
- Un giustiziere a New York (The Equalizer) – serie TV, episodio 3x09 (1987)
- The Marshall Chronicles – serie TV, episodi 1x01-1x06 (1990)
- Veronica Clare – serie TV, episodio 2x04 (1991)
- La famiglia Brock (Picket Fences) – serie TV, episodio 1x12 (1992)
- The Odd Couple: Together Again, regia di Robert Klane – film TV (1993)
- Senza appello (Double Jeopardy), regia di Deborah Dalton – film TV (1996)
- Beyond Belief: Fact or Fiction – serie TV, 2 episodi (1997)
- I Soprano (The Sopranos) – serie TV, 11 episodi (2000-2006)

### Regista
- A Slipping Down Life (1999)

### Sceneggiatrice
- A Slipping Down Life, regia di Toni Kalem (1999)
- I Soprano (The Sopranos) – serie TV, episodio 5x04 (2004)
- L'infedele (Infidelity), regia di Harry Winer – film TV (2004)
- The Big C – serie TV, episodio 1x06 (2010)